# São João da Pesqueira
São João da Pesqueira – miejscowość w Portugalii, leżąca w dystrykcie Viseu, w regionie Północ w podregionie Douro. Miejscowość jest siedzibą gminy o tej samej nazwie. We wsi znajduje się sanktuarium São Salvador do Mundo.

## Demografia
| Liczba ludności gminy São João da Pesqueira (1801–2011) | Liczba ludności gminy São João da Pesqueira (1801–2011) | Liczba ludności gminy São João da Pesqueira (1801–2011) | Liczba ludności gminy São João da Pesqueira (1801–2011) | Liczba ludności gminy São João da Pesqueira (1801–2011) | Liczba ludności gminy São João da Pesqueira (1801–2011) | Liczba ludności gminy São João da Pesqueira (1801–2011) | Liczba ludności gminy São João da Pesqueira (1801–2011) | Liczba ludności gminy São João da Pesqueira (1801–2011) | Liczba ludności gminy São João da Pesqueira (1801–2011) |
| ------------------------------------------------------- | ------------------------------------------------------- | ------------------------------------------------------- | ------------------------------------------------------- | ------------------------------------------------------- | ------------------------------------------------------- | ------------------------------------------------------- | ------------------------------------------------------- | ------------------------------------------------------- | ------------------------------------------------------- |
| 1801                                                    | 1849                                                    | 1900                                                    | 1930                                                    | 1960                                                    | 1981                                                    | 1991                                                    | 2001                                                    | 2004                                                    | 2011                                                    |
| 3 203                                                   | 5 734                                                   | 12 505                                                  | 12 764                                                  | 15 124                                                  | 10 219                                                  | 9 581                                                   | 8 653                                                   | 8 367                                                   | 7 874                                                   |

## Sołectwa
Sołectwa gminy São João da Pesqueira
- Castanheiro do Sul – 439 osób
- Ervedosa do Douro – 1294 osoby
- Espinhosa – 156 osób
- Nagozelo do Douro – 414 osób
- Paredes da Beira – 629 osób
- Pereiros – 84 osoby
- Riodades – 462 osoby
- São João da Pesqueira – 2206 osób
- Soutelo do Douro – 459 osób
- Trevões – 540 osób
- Vale de Figueira – 462 osoby
- Valongo dos Azeites – 227 osób
- Várzea de Trevões – 174 osoby
- Vilarouco – 328 osób